# Red Bull MotoGP Rookies Cup 2022
Der Red Bull MotoGP Rookies Cup 2022 war der 16. in der Geschichte des FIM-Red Bull MotoGP Rookies Cups.
Es wurden 14 Rennen bei sieben Veranstaltungen ausgetragen.

## Punkteverteilung
Meister wurde derjenige Fahrer, der bis zum Saisonende die meisten Punkte in der Meisterschaft gesammelt hatte. Bei der Punkteverteilung wurden die Platzierungen im Gesamtergebnis des jeweiligen Rennens berücksichtigt. Die 15 erstplatzierten Fahrer jedes Rennens erhielten Punkte nach folgendem Schema:
Weltmeister wird derjenige Fahrer beziehungsweise der Hersteller, der bis zum Saisonende die meisten Punkte in der Weltmeisterschaft angesammelt hat. Bei der Punkteverteilung werden die Platzierungen im Gesamtergebnis des jeweiligen Rennens berücksichtigt. Die fünfzehn erstplatzierten Fahrer jedes Rennens erhalten Punkte nach folgendem Schema:
| Punkteverteilung | Punkteverteilung | Punkteverteilung | Punkteverteilung | Punkteverteilung | Punkteverteilung | Punkteverteilung | Punkteverteilung | Punkteverteilung | Punkteverteilung | Punkteverteilung | Punkteverteilung | Punkteverteilung | Punkteverteilung | Punkteverteilung | Punkteverteilung |
| ---------------- | ---------------- | ---------------- | ---------------- | ---------------- | ---------------- | ---------------- | ---------------- | ---------------- | ---------------- | ---------------- | ---------------- | ---------------- | ---------------- | ---------------- | ---------------- |
| Platz            | 1                | 2                | 3                | 4                | 5                | 6                | 7                | 8                | 9                | 10               | 11               | 12               | 13               | 14               | 15               |
| Punkte           | 25               | 20               | 16               | 13               | 11               | 10               | 9                | 8                | 7                | 6                | 5                | 4                | 3                | 2                | 1                |

In die Wertung kamen alle erzielten Resultate.

## Rennkalender
|   | Lauf | Datum         | Lauf        | Strecke                                                      | Streckenlayout |
| - | ---- | ------------- | ----------- | ------------------------------------------------------------ | -------------- |
| 1 | 1    | 23. April     | Portugal    | Autódromo Internacional do Algarve (Portimão)                |                |
| 1 | 2    | 24. April     | Portugal    | Autódromo Internacional do Algarve (Portimão)                |                |
| 2 | 1    | 30. April     | Spanien     | Circuito de Jerez (Jerez de la Frontera)                     |                |
| 2 | 2    | 1. Mai        | Spanien     | Circuito de Jerez (Jerez de la Frontera)                     |                |
| 3 | 1    | 28. Mai       | Italien     | Autodromo Internazionale del Mugello (Scarperia e San Piero) |                |
| 3 | 2    | 29. Mai       | Italien     | Autodromo Internazionale del Mugello (Scarperia e San Piero) |                |
| 4 | 1    | 18. Juni      | Deutschland | Sachsenring (Hohenstein-Ernstthal)                           |                |
| 4 | 2    | 19. Juni      | Deutschland | Sachsenring (Hohenstein-Ernstthal)                           |                |
| 5 | 1    | 20. August    | Österreich  | Red Bull Ring (Spielberg)                                    |                |
| 5 | 2    | 21. August    | Österreich  | Red Bull Ring (Spielberg)                                    |                |
| 6 | 1    | 17. September | Aragonien   | Motorland Aragón (Alcañiz)                                   |                |
| 6 | 2    | 18. September | Aragonien   | Motorland Aragón (Alcañiz)                                   |                |

## Rennergebnisse
|   | Lauf | Datum  | Rennen      | Strecke                              | Platz 1            | Platz 2            | Platz 3            | Pole-Position      | Schn. Rennrunde    | Gesamtführender Fahrer |
| - | ---- | ------ | ----------- | ------------------------------------ | ------------------ | ------------------ | ------------------ | ------------------ | ------------------ | ---------------------- |
| 1 | 1    | 23.04. | Portugal    | Autódromo Internacional do Algarve   | José Antonio Rueda | Casey O’Gorman     | Collin Veijer      | Ángel Piqueras     | José Antonio Rueda | José Antonio Rueda     |
| 1 | 2    | 24.04. | Portugal    | Autódromo Internacional do Algarve   | Collin Veijer      | José Antonio Rueda | Casey O’Gorman     | Máximo Quiles      | Rico Salmela       | José Antonio Rueda     |
| 2 | 1    | 30.04. | Spanien     | Circuito de Jerez                    | José Antonio Rueda | Ángel Piqueras     | Collin Veijer      | José Antonio Rueda | Filipo Farioli     | José Antonio Rueda     |
| 2 | 2    | 01.05. | Spanien     | Circuito de Jerez                    | Máximo Quiles      | Luca Lunetta       | José Antonio Rueda | José Antonio Rueda | Casey O’Gorman     | José Antonio Rueda     |
| 3 | 1    | 28.05. | Italien     | Autodromo Internazionale del Mugello | Máximo Quiles      | Tatchakorn Buasri  | Rico Salmela       | Filipo Farioli     |                    | José Antonio Rueda     |
| 3 | 2    | 29.05. | Italien     | Autodromo Internazionale del Mugello | Collin Veijer      | Filippo Farioli    | Tatchakorn Buasri  | Filipo Farioli     | Lorenz Luciano     | José Antonio Rueda     |
| 4 | 1    | 18.06. | Deutschland | Sachsenring                          | José Antonio Rueda | Harrison Voight    | Luca Lunetta       | José Antonio Rueda | José Antonio Rueda | José Antonio Rueda     |
| 4 | 2    | 19.06. | Deutschland | Sachsenring                          | Ángel Piqueras     | Collin Veijer      | Filippo Farioli    | José Antonio Rueda | José Antonio Rueda | José Antonio Rueda     |
| 5 | 1    | 20.08. | Österreich  | Red Bull Ring                        | Ángel Piqueras     | José Antonio Rueda | Tatchakorn Buasri  | Ángel Piqueras     | Máximo Quiles      | José Antonio Rueda     |
| 5 | 2    | 21.08. | Österreich  | Red Bull Ring                        | Tatchakorn Buasri  | Máximo Quiles      | Ángel Piqueras     | Ángel Piqueras     | Ángel Piqueras     | José Antonio Rueda     |
| 6 | 1    | 17.09. | Aragonien   | Aragón                               | Rico Salmela       | José Antonio Rueda | Máximo Quiles      | José Antonio Rueda | Máximo Quiles      | José Antonio Rueda     |
| 6 | 2    | 18.09. | Aragonien   | Aragón                               | Collin Veijer      | Máximo Quiles      | Ángel Piqueras     | José Antonio Rueda | Ángel Piqueras     | José Antonio Rueda     |
| 7 | 1    | 04.11. | Aragonien   | Valencia                             | Luca Lunetta       | Ángel Piqueras     | Máximo Quiles      | Ángel Piqueras     | Ángel Piqueras     | José Antonio Rueda     |
| 7 | 2    | 05.11. | Aragonien   | Valencia                             | Máximo Quiles      | Ángel Piqueras     | Luca Lunetta       | Ángel Piqueras     | Máximo Quiles      | José Antonio Rueda     |

## Fahrerwertung
| Pos. | Fahrer             | Portugal | Portugal | Spanien | Spanien | Italien | Italien | Deutschland | Deutschland | Osterreich | Osterreich | Aragonien | Aragonien | Gesamt |
| Pos. | Fahrer             | L1       | L2       | L1      | L2      | L1      | L2      | L1          | L2          | L1         | L2         | L1        | L2        | Gesamt |
| ---- | ------------------ | -------- | -------- | ------- | ------- | ------- | ------- | ----------- | ----------- | ---------- | ---------- | --------- | --------- | ------ |
| 1    | José Antonio Rueda | 1        | 2        | 1       | 3       |         |         |             |             |            |            |           |           | 86     |
| 2    | Collin Veijer      | 3        | 1        | 3       | 4       |         |         |             |             |            |            |           |           | 70     |
| 3    | Casey O’Gorman     | 2        | 3        | 5       | 5       |         |         |             |             |            |            |           |           | 58     |
| 4    | Máximo Quiles      | DNF      | 8        | 4       | 1       |         |         |             |             |            |            |           |           | 46     |
| 5    | Luca Lunetta       | DNF      | 10       | 8       | 2       |         |         |             |             |            |            |           |           | 34     |
| 6    | Harrison Voight    | 4        | 4        | DNF     | 10      | INJ     | INJ     |             |             |            |            |           |           | 32     |
| 7    | Ángel Piqueras     | DNF      | DNS      | 2       | 6       |         |         |             |             |            |            |           |           | 30     |
| 8    | Tatchakorn Buasri  | 5        | 6        | DNF     | 8       |         |         |             |             |            |            |           |           | 29     |
| 9    | Rico Salmela       | DNF      | 5        | 7       | 11      |         |         |             |             |            |            |           |           | 25     |
| 10   | Gabin Planques     | 6        | 7        | 10      | 16      |         |         |             |             |            |            |           |           | 25     |
| 11   | Filippo Farioli    | DNF      | DNS      | 6       | 7       | P       | P       |             |             |            |            |           |           | 19     |
| 12   | Danial Shahril     | 9        | 12       | 9       | 15      |         |         |             |             |            |            |           |           | 18     |
| 13   | Eddie O’Shea       | DNF      | 9        | 11      | 12      |         |         |             |             |            |            |           |           | 16     |
| 14   | Marcos Ruda        | 12       | 15       | 14      | 9       |         |         |             |             |            |            |           |           | 14     |
| 15   | Jakob Rosenthaler  | 8        | 11       | DNF     | 18      |         |         |             |             |            |            |           |           | 13     |
| 16   | Lorenz Luciano     | 10       | 14       | 17      | 13      |         |         |             |             |            |            |           |           | 11     |
| 17   | Ruché Moodley      | 14       | 13       | 13      | 14      |         |         |             |             |            |            |           |           | 10     |
| 18   | Jacob Roulstone    | 7        | DNF      | 16      | 23      |         |         |             |             |            |            |           |           | 9      |
| 19   | Fadillah Aditama   | 11       | 18       | DNF     | 19      |         |         |             |             |            |            |           |           | 5      |
| 20   | Cormac Buchanan    | INJ      | INJ      | 12      | 20      |         |         |             |             |            |            |           |           | 4      |
| 21   | Freddie Heinrich   | 13       | 17       | DNS     | DNS     | INJ     | INJ     |             |             |            |            |           |           | 3      |
| 22   | Demis Mihaila      | 15       | 19       | 15      | 17      |         |         |             |             |            |            |           |           | 2      |
| 23   | Guillermo Moreno   | 16       | 21       | 19      | 23      |         |         |             |             |            |            |           |           | 0      |
| 24   | Soma Görbe         | DNF      | 16       | 16      | DNF     |         |         |             |             |            |            |           |           | 0      |
| 25   | Alex Venturini     | DNF      | 20       | 18      | 21      |         |         |             |             |            |            |           |           | 0      |
| 26   | Amaury Mizera      | DNF      | DNF      | 21      | 22      |         |         |             |             |            |            |           |           | 0      |

| Farbe         | Bedeutung                               |
| ------------- | --------------------------------------- |
| Gold          | Sieger                                  |
| Silber        | 2. Platz                                |
| Bronze        | 3. Platz                                |
| Grün          | Platzierung in den Punkten              |
| Blau          | Klassifiziert außerhalb der Punkteränge |
| Violett       | Rennen nicht beendet (DNF)              |
| Violett       | nicht klassifiziert (NC)                |
| Rot           | nicht qualifiziert (DNQ)                |
| Schwarz       | disqualifiziert (DSQ)                   |
| Weiß          | nicht am Start (DNS)                    |
| Weiß          | zurückgezogen (WD)                      |
| Weiß          | Rennen abgesagt (C)                     |
| ohne Farbe    | nicht am Training teilgenommen (DNP)    |
| ohne Farbe    | verletzt oder krank (INJ)               |
| ohne Farbe    | ausgeschlossen (EX)                     |
| ohne Farbe    | nicht erschienen (DNA)                  |
| fett          | Pole-Position                           |
| kursiv        | Schnellste Rennrunde                    |
| unterstrichen | WM-Führung                              |
| hochgestellt  | Platzierung im Sprintrennen             |

## Kurzmeldungen
- Taiyo Furusato, welcher im Vorjahr ein Rennen gewonnen hatte, war ursprünglich ebenfalls gemeldet, nachdem er jedoch im November für die Moto3-Klasse der Motorrad-Weltmeisterschaft bestätigt wurde, rückte Casey O’Gorman an seiner Stelle nach.
- Auch der amtierende Northern-Talent-Cup-Gesamtsieger Jakub Gurecký stand auf der Teilnehmerliste, nach seinem Unfalltod bei einem Test ging dieser Platz an Danial Shahril.